# Artículo 377 del Código Penal de India
El artículo 377 de la sección XVI del Código Penal de la India fue una ley de sodomía que se aprobó durante el período colonial británico para penalizar las prácticas sexuales «contra el orden de la naturaleza», o sea, cualquier relación sexual con penetración no vaginal.
Esta ley, que penalizó las prácticas sexuales consentidas entre adultos durante un siglo y medio, fue considerada inconstitucional en una sentencia de la Corte Suprema de Delhi del 2 de julio de 2009, pero el Tribunal Supremo de la India anuló este fallo judicial el 11 de diciembre de 2013, por lo que la ley volvió a estar en vigor. La decisión de penalizar nuevamente este tipo de relaciones sexuales ha sido calificada por organizaciones de derechos humanos como un retroceso de la libertad. Finalmente, la Corte Suprema de la India declaró inconstitucional el artículo 377 el 6 de septiembre de 2018 y con su derogación quedó despenalizada la homosexualidad en todo el país.

## Historia
El Código Penal de la India, del cual forma parte la sección 377, fue redactado en 1860 por Thomas Macaulay como parte del proyecto colonial y afectaba tanto a los individuos de origen indio como británico en aquellas tierras. El artículo dice:

377. Delitos contra natura: Aquel que voluntariamente tenga contactos carnales en contra del orden de la naturaleza con cualquier hombre, mujer o animal, será castigado con encarcelamiento de por vida, o bien con pena de prisión por un periodo que podrá extenderse hasta los diez años, además también será susceptible de multa.

Explicación: La penetración es suficiente para constituir el contacto carnal necesario para el delito descrito en este artículo.

El ámbito de penalización del artículo 377, que ha derivado para controlar y penalizar las relaciones homosexuales, se extendía desde el sexo anal hasta cualquier otra práctica sexual en la que se produjera penetración tales como la felación o la penetración anal con un dedo, tanto en relaciones heterosexuales como homosexuales.

## Opinión pública

### Apoyo
En 2008 el ayudante adicional del fiscal general de la India P.P. Malhotra afirmó:

La homosexualidad es un vicio social y el estado tiene el poder para contenerlo. [La despenalización] podría crear una ruptura de la paz. Si se permite entonces el mal del sida y el VIH se extendería y dañaría a la gente. Representaría un impulso para un gran riesgo sanitario y la degradación de los valores morales de la sociedad.

Un punto de vista compartido con el ministro del interior del momento que argumentó antes de la sentencia de la Corte Suprema de Delhi que era crucial mantener tales comportamientos «antinaturales» como un delito y que su eliminación supondría la degradación moral. Citando a un juzgado de Odisha añadió que tal comportamiento es el resultado de una mente perversa que necesita ser controlada.

### Oposición
La aplicación de esta ley ha sido extremadamente rara, y en los últimos veinte años no ha habido condenas por relaciones homosexuales en la India. Aunque Human Rights Watch afirma que la ley ha servido para acosar a las organizaciones de prevención del sida, a las personas que practican la prostitución y los homosexuales. La People's Union for Civil Liberties ha publicado dos informes sobre la violación de derechos de las minorías sexuales utilizando esta legislación, en particular a los transexuales en la India.
En 2006, fue criticada por cien figuras literarias de la India, la más destacada Vikram Seth. La ley posteriormente fue criticada por varios ministros, entre los que destacan Anbumani Ramadoss y Oscar Fernandes. En 2008 también un juez de la Corte Suprema de Bombay pidió la derogación de la ley.

## Batalla legal
El movimiento para la derogación de la sección 377 fue liderada por el grupo activista Naz Foundation India Trust, que inició un litigio de interés público en la Corte Suprema de Delhi en 2001, en busca de la legalización de los relaciones homosexuales entre adultos. En 2003, la Corte Suprema de Delhi rechazó admitir a trámite una petición respecto a la constitucionalidad de la ley, aduciendo que los peticionarios no tenían locus standi con el asunto. Como nadie había sido condenado en el pasado reciente por esta ley parecía improbable que pudiera ser derogada por la corte suprema por ausencia de demandantes afectados. Naz Foundation apeló al tribunal Supremo contra la decisión de rechazar la petición por motivos de forma. El tribunal supremo dio la razón a Naz Foundation estableciendo que tenía derecho a entablar un litigio de interés público en este caso obligando a la Corte Suprema de Delhi a admitirlo a trámite. Posteriormente intervino significativamente en el caso una coalición de activistas LGBT, de derechos humanos y de las mujeres llamada Voices Against 377, que apoyó la demanda para derogar la sección 377 y excluir cualquier relaciones sexual consentida entre adultos del ámbito de la ley.
En mayo de 2008, se admitió el caso en la Corte Suprema de Delhi, estando el gobierno en una posición indecisa, con el ministro de interior a favor de reforzar la sección 377 respecto a la homosexualidad, en contra la opinión del ministro de sanidad. Después de 7 años de la petición, en octubre de 2008 por fin se abrió la audiencia con la fiscalía en contra. El 12 de junio de 2009, el nuevo ministro de derecho de la India, Veerappa Moily, estuvo de acuerdo en que la Sección 377 podría estar desactualizada.
Finalmente, el 2 de julio de 2009, se emitió una sentencia histórica que derogaba la ley tras 150 años, legalizando las prácticas homosexuales entre adultos. Se estableció que la esencia de la ley va en contra de los derechos fundamentales de los ciudadanos. En una sentencia de 105 páginas el jefe del tribunal Ajit Prakash Shah y el juez S. Muralidhar decían que la sección 377 del Código Penal violaba el artículo 14 de la constitución india, que afirma que todo ciudadano tiene las mismas oportunidades y es igual ante la ley. Los dos jueces del tribunal estuvieron de acuerdo en establecer que:

Si hay un principio constitucional que se puede considerar como un tema subyacente en la constitución de la india, es el de la 'inclusión'. Este tribunal cree que la constitución de la india refleja este valor profundamente arraigado en la sociedad india, cultivado por varias generaciones. La inclusión que la sociedad india ha mostrado tradicionalmente, literalmente en todos los aspectos de la vida, se manifiesta en el reconocimiento de un papel en la sociedad para todo el mundo. Aquellos percibidos por la mayoría como «desviados» o «diferentes» no tienen por que ser marcados por la exclusión o el ostracismo.

Donde la sociedad puede mostrar inclusión y entendimiento, tales personas pueden ser asumidas en una vida de dignidad y no discriminación. Este es el «espíritu tras la determinación» del que Nehru habló tan apasionadamente. Según nuestro punto de vista la constitución india no permite por el que la ley penal vigente se mantenga cautiva por una popular concepción errónea de lo que la gente LGBT es. No se puede olvidar que la discriminación es la antítesis de la igualdad y que el reconocimiento de la igualdad es lo que fomentará la dignidad de todos los individuos.

La corte afirmó que la aplicación de la sentencia se mantendría hasta que el parlamento se decida a reformar la ley. Aunque la sentencia mantiene intactas las penas provistas en la sección 377 en lo relativo a su aplicación a los contactos no vaginales no consentidos y los contactos con menores.
La anulación de la ley del tribunal supremo de Nueva Delhi fue recurrida, y el 11 de diciembre de 2013 el tribunal supremo de la India la anuló. En esta segunda sentencia, se calificó de «constitucionalmente inconsistente» el fallo del tribunal supremo de Nueva Delhi. Por ello la ley volvió a estar en vigor, aunque en la sentencia del tribunal supremo se mencionara que el parlamento podría considerar la opción de enmendar el Código Penal.